# Bagou (Benin)
Bagou ist ein Arrondissement im Departement Alibori in Benin. Es ist eine Verwaltungseinheit, die der Gerichtsbarkeit der Kommune Gogounou untersteht. Gemäß der Volkszählung von 2013 hatte Bagou 29.958 Einwohner, davon waren 14.796 männlich und 15.162 weiblich.